# Chiesa di San Giuseppe del Chiavello
La chiesa di San Giuseppe è un luogo di culto cattolico della città di Arezzo.
Fatto costruire dalla Compagnia di San Giuseppe del Chiavello tra il 1692 e il 1694, l'edificio è stato ampliato e ristrutturato nel 1725 con una festosa decorazione a stucco di Passardo Passardi, figlio e collaboratore del ticinese Giovanni.

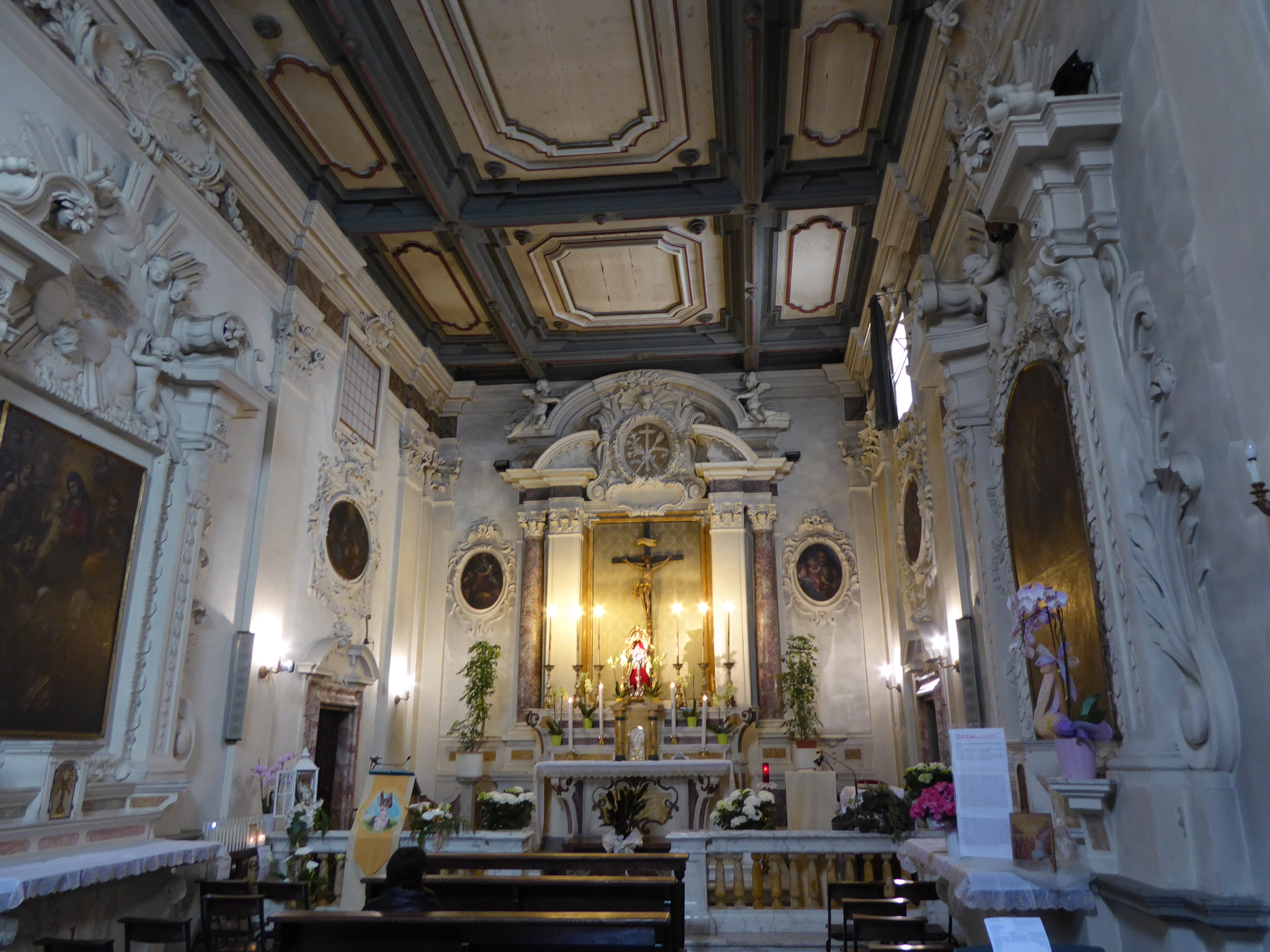
Interno

Alla prima metà del XVIII secolo risale il soffitto intagliato. Internamente è conservata una statua di Sant'Antonio abate proveniente dall'ex ospedale omonimo attribuibile a Nanni di Bartolo, databile ad un periodo di stretta vicinanza a Donatello, agli inizi degli anni venti del Quattrocento e da considerarsi tra le più importanti sculture in terracotta del primo Rinascimento ad Arezzo ed uno dei momenti di più intenso donatellismo in città.
Molto semplice è l'assetto esterno, caratterizzato da una facciata fedele ad uno schema settecentesco comune nell'aretino con portale sormontato da finestra squadrata.